# Друга ліга СРСР з футболу
Друга ліга — третій за рівнем дивізіон чемпіонату СРСР з футболу.

## Історія
Заснована у 1971 році. Складалася із регіональних зон, кількість яких змінювалася від шести до дев'яти. Переможці територіальних змагань або напряму потрапляли в першу лігу, або розігрували путівки в перехідних турнірах. 1990 року була змінена схема розіграшу: були створені три буферні зони з кращих команд попереднього сезону. Переможці отримували право грати наступного року в першій лізі. Всі інші клуби ліги виступали в регіональних зонах.
У всі роки другої ліги окремо існувала українська зона, в якій розігрувався титул чемпіона УРСР. Чотири рази чемпіоном республіки був криворізький «Кривбас», тричі — сімферопольська «Таврія».
1990 року, до новоствореної західної буферної зони увійшли дев'ять найкращих українських клубів минулого сезону, а також львівські «Карпати» і дрогобицька «Галичина».
Десять українських клубів виступали у всіх сезонах: «Суднобудівник» (Миколаїв), «Нива» (Вінниця), «Полісся» (Житомир), «Зірка» (Кіровоград), «Закарпаття» (Ужгород), «Верес» (Рівне), «Кристал» (Херсон), «Чайка» (Севастополь), «Поділля» (Хмельницький) і «Волинь» (Луцьк).
Найбільше очок набрала чернівецька «Буковина» — 1029. Межу в тисячу набраних очок також подолали «Суднобудівник», «Нива» (Вінниця) і «Полісся» (Житомир).

## Усі зони
Переможці зональних турнірів:
1971: «Кривбас» (Кривий Ріг), «Іскра» (Смоленськ), «Автомобіліст» (Нальчик), «Металург» (Липецьк), «Зірка» (Перм), «Спартак» (Семипалатинськ).
1972: «Спартак» (Івано-Франківськ), «Даугава» (Рига), «Металург» (Липецьк), «Терек» (Грозний), «Сокіл» (Саратов), «Кузбас» (Кемерово), «Амур» (Благовєщенськ).
1973: «Таврія» (Сімферополь), «Іскра» (Смоленськ), «Кубань» (Краснодар), «Спартак» (Кострома), «Уралмаш» (Свердловськ), «Трактор» (Павлодар), «Сибіряк» (Братськ).
1974: «Алга» (Фрунзе), «Динамо» (Ленінград), «Торпедо» (Владимир), «Терек» (Грозний), «Динамо» (Барнаул), «Суднобудівник» (Миколаїв).
1975: «Янгієр» (Янгієр), «Жальгіріс» (Вільнюс), «Динамо» (Махачкала), «Уралець» (Нижній Тагіл), «Амур» (Благовєщенськ), «Кривбас» (Кривий Ріг).
1976: «Гурія» (Ланчхуті), «Янгієр» (Янгієр), «Динамо» (Ленінград), «Машук» (П'ятигорськ), «Уралмаш» (Свердловськ), «Кривбас» (Кривий Ріг).
1977: «Жальгіріс» (Вільнюс), СКА (Одеса), «Кубань» (Краснодар), «Спартак» (Нальчик), «Янгієр» (Янгієр), «Спартак» (Семипалатинськ).
1978: «Факел» (Воронеж), «Металіст» (Харків), «Спартак» (Нальчик), «Зірка» (Перм), «Алга» (Фрунзе), «Трактор» (Павлодар).
1979: «Іскра» (Смоленськ), «Колос» (Нікополь), «Динамо» (Ставрополь), «Гурія» (Ланчхуті), «Бустон» (Джизак), СКА (Хабаровськ).
1980: «Спартак» (Кострома), «Торпедо» (Тольятті), «Ротор» (Волгоград), «Динамо» (Барнаул), СКА (Київ), «Динамо» (Самарканд), «Трактор» (Павлодар), «Хімік» (Гродно), «Локомотив» (Самтредіа).
1981: «Текстильник» (Іваново), «Динамо» (Кіров), «Ротор» (Волгоград), «Динамо» (Барнаул), «Кривбас» (Кривий Ріг), «Нафтовик» (Фергана), «Актюбінець» (Актюбінськ), «Даугава» (Рига), «Котайк» (Абовян).
1982: «Текстильник» (Іваново), «Локомотив» (Челябінськ), «Спартак» (Орджонікідзе), «Кузбас» (Кемерово), «Дніпро» (Могильов), «Буковина» (Чернівці), «Динамо» (Самарканд), «Шахтар» (Караганда), «Котайк» (Абовян).
1983: «Знамя труда» (Орєхово-Зуєво), «Крила Рад» (Куйбишев), «Спартак» (Орджонікідзе), «Іртиш» (Омськ), «Металург» (Липецк), СКА (Київ), «Нафтовик» (Фергана), «Шахтар» (Караганда), «Динамо» (Батумі).
1984: «Зоркий» (Красногорськ), «Крила Рад» (Куйбишев), «Динамо» (Ставрополь), «Геолог» (Тюмень), «Балтика» (Калінінград), «Нива» (Вінниця), «Динамо» (Самарканд), «Цілинник» (Цілиноград), «Котайк» (Абовян).
1985: «Динамо» (Брянськ), «Зірка» (Перм), «Ростсільмаш» (Ростов-на-Дону), «Геолог» (Тюмень), «Атлантас» (Клайпеда), «Таврія» (Сімферополь), «Сохібхор» (Халкабад), «Меліоратор» (Чимкент), «Мерцхалі» (Махарадзе).
1986: «Червона Пресня» (Москва), «Крила Рад» (Куйбишев), «Сокіл» (Саратов), «Геолог» (Тюмень), «Металург» (Липецк), «Зоря» (Ворошиловград), «Сохібхор» (Халкабад), «Меліоратор» (Чимкент), «Кяпаз» (Кіровабад).
1987: «Іскра» (Смоленськ), «Зірка» (Перм), «Кубань» (Краснодар), СКА (Хабаровськ), «Ністру» (Кишинів), «Таврія» (Сімферополь), «Нафтовик» (Фергана), «Меліоратор» (Чимкент), «Локомотив» (Самтредіа).
1988: «Факел» (Воронеж), «Уралмаш» (Свердловськ), «Цемент» (Новоросійськ), «Іртиш» (Омськ), «Ністру» (Кишинів), «Буковина» (Чернівці), «Нафтовик» (Фергана), «Трактор» (Павлодар), «Торпедо» (Кутаїсі).
1989: «Крила Рад» (Куйбишев), «Локомотив» (Горький), «Цемент» (Новоросійськ), «Іртиш» (Омськ), «Текстильник» (Тирасполь), «Волинь» (Луцьк), «Нафтовик» (Фергана), «Трактор» (Павлодар), «Динамо» (Сухумі).
1990. Буферна зона: «Буковина» (Чернівці), «Уралмаш» (Свердловськ), «Нафтовик» (Фергана).
Регіональні турніри: «Торпедо» (Запоріжжя), «Арарат-2» (Єреван), «Карабах» (Агдам), «Торпедо» (Таганрог), «Асмарал» (Москва), «Волга» (Твер), «КамАЗ» (Набережні Човни), «Схід» (Усть-Каменогорськ), «Нуравшон» (Бухара), «Сахалін» (Холмськ).
1991. Буферна зона: «Карпати» (Львів), «Асмарал» (Москва), «Океан» (Находка).
Регіональні турніри: «Нафтовик» (Охтирка), «Сюнік» (Кафан), «Хазар» (Сумгаїт), «Жемчужина» (Сочі), «Спартак» (Анапа), «Прометей-Динамо» (Санкт-Петербург), «Рубін» (Казань), «Актюбінець» (Актюбінськ), «Трактор» (Ташкент), «Локомотив» (Чита).

## Призери
| Рік  | Зона | Переможець                              | Друге місце                            | Третє місце                        |
| ---- | ---- | --------------------------------------- | -------------------------------------- | ---------------------------------- |
| 1971 | 1    | «Кривбас» (А. Зубрицький, М. Фоміних)   | «Суднобудівник» (Є. Лемешко)           | «Автомобіліст» Житомир (М. Сосюра) |
| 1972 | 1    | «Спартак» Ів.-Франківськ (В. Лукашенко) | «Говерла» (Д. Товт)                    | «Таврія» (В. Бубукін)              |
| 1973 | 1    | «Таврія» (О. Гулевський)                | «Автомобіліст» Житомир (В. Стародубов) | «Суднобудівник» (Є. Лемешко)       |
| 1974 | 6    | «Суднобудівник» (Є. Лемешко)            | «Металіст» Харків (М. Корольов)        | «Кривбас» (А. Зубрицький)          |
| 1975 | 6    | «Кривбас» (О. Гулевський)               | «Автомобіліст» Житомир (В. Жилін)      | команда м. Луцьк (Е. Кеслер)       |
| 1976 | 6    | «Кривбас» (О. Гулевський)               | «Металіст» Харків (А. Поскотін)        | СКА Одеса (В. Шемєльов)            |
| 1977 | 2    | СКА Одеса (В. Шемєльов)                 | СКА Київ (Ю. Войнов)                   | «Колос» Нікополь (В. Ємець)        |
| 1978 | 2    | «Металіст» Харків (Є. Лемешко)          | «Колос» Нікополь (В. Ємець)            | СКА Київ (Й. Сабо, В. Семенов)     |
| 1979 | 2    | «Колос» Нікополь (В. Ємець)             | СКА Київ (О. Мамикін)                  | СКА Львів (В. Капличний)           |
| 1980 | 5    | СКА Київ (О. Мамикін)                   | «Буковина» (Б. Рассихін)               | СКА Львів (В. Капличний)           |
| 1981 | 5    | «Кривбас» (В. Тугарін)                  | «Нива» Вінниця (І. Терлецький)         | «Авангард» Рівне (В. Матвієнко)    |
| 1982 | 6    | «Буковина» (О. Павленко)                | «Десна» Чернігів (Ю. Школьников)       | «Колос» Межиріч (О. Попиначенко)   |
| 1983 | 6    | СКА Київ (В. Фомін)                     | «Колос» Межиріч (О. Попиначенко)       | «Нива» Вінниця (Ю. Школьников)     |
| 1984 | 6    | «Нива» Вінниця (Ю. Школьников)          | «Колос» Межиріч (О. Попиначенко)       | «Суднобудівник» (Є. Кучеревський)  |
| 1985 | 6    | «Таврія» (А. Коньков)                   | «Нива» Вінниця (Ю. Школьников)         | «Суднобудівник» (Є. Кучеревський)  |
| 1986 | 6    | «Зоря» (В. Добижа)                      | «Таврія» (А. Полосін)                  | СКА Київ (В. Фомін)                |
| 1987 | 6    | «Таврія» (В. Соловйов)                  | «Нива» Тернопіль (В. Полянський)       | «Прикарпаття» (Б. Стрєльцов)       |
| 1988 | 6    | «Буковина» (Ю. Школьников)              | «Ворскла» (В. Пожечевський)            | СКА Одеса (Е. Масловський)         |
| 1989 | 6    | «Волинь» Луцьк (В. Кварцяний)           | «Буковина» (Ю. Школьников)             | «Нива» Тернопіль (О. Павленко)     |
| 1990 | 1    | «Торпедо» Запоріжжя (Є. Лемешко)        | «Суднобудівник» (І. Балан)             | «Авангард» Рівне (Р. Покора)       |
| 1991 | 1    | «Нафтовик» Охтирка (В. Душков)          | «Прикарпаття» (І. Краснецький)         | «Колос» Нікополь (В. Нечаєв)       |

| Рік  | Переможець                    | Друге місце                   | Третє місце                   |
| ---- | ----------------------------- | ----------------------------- | ----------------------------- |
| 1990 | «Буковина» (Ю. Школьников)    | «Даугава» Рига (Г. Гусаренко) | «Карпати» Львів (В. Булгаков) |
| 1991 | «Карпати» Львів (Р. Поточняк) | «Зоря» Луганськ (А. Куксов)   | «Кяпаз» Гянджа (Н. Салахов)   |

## Бомбардири
| Рік  | Гравець                | Голи | Команда                 |
| ---- | ---------------------- | ---- | ----------------------- |
| 1971 | Станіслав Вовк         | 21   | «Кривбас»               |
| 1972 | Віктор Байгузов        | 24   | «Шахтар» Кадіївка       |
| 1973 | Микола Русин           | 25   | «Говерла»               |
| 1974 | Валентин Дзіоба        | 18   | команда м. Чернігів     |
| 1975 | Сергій Звенигородський | 15   | к-да м. Тирасполь       |
| 1976 | Юрій Цимбалюк          | 21   | «Металіст» Харків       |
| 1977 | Микола Пінчук          | 20   | СКА (Київ)              |
| 1977 | Сергій Шмундяк         | 20   | СКА Львів               |
| 1978 | Володимир Сакалов      | 19   | «Буковина»              |
| 1979 | Юрій Бондаренко        | 20   | «Кристал» Херсон        |
| 1979 | Євген Дерев'яга        | 20   | «Суднобудівник»         |
| 1979 | Валерій Петров         | 20   | «Атлантика» Севастополь |
| 1980 | Володимир Чирков       | 25   | «Авангард» Рівне        |
| 1981 | Сергій Шевченко        | 22   | «Нива» Вінниця          |
| 1982 | Сергій Шевченко        | 32   | «Нива» Вінниця          |
| 1983 | Віктор Насташевський   | 41   | СКА Київ                |
| 1984 | Віктор Насташевський   | 22   | СКА Київ                |
| 1985 | Володимир Науменко     | 29   | «Таврія»                |
| 1986 | Віктор Насташевський   | 25   | «Кривбас»               |
| 1987 | Віктор Олійник         | 30   | «Буковина»              |
| 1987 | Володимир Шишков       | 30   | «Спартак» Житомир       |
| 1988 | Степан Павлов          | 36   | «Чайка» Севастополь     |
| 1989 | Ігор Яворський         | 35   | «Нива» Тернопіль        |
| 1990 | Сергій Морозов         | 20   | «Суднобудівник»         |
| 1991 | Ігор Плотко            | 28   | «Колос» Нікополь        |

Декілька сезонів у чемпіонаті УРСР виступали клуби з Молдови. Зокрема, в 1975 році, найкращим бомбардиром турніру став гравець з команди Тирасполя. Найвлучнішими в українських клубах того сезону стали: Євген Дерев'яга («Суднобудівник»), Михайло Завальнюк («Динамо» Хмельницький), Анатолій Шидловський («Локомотив» Вінниця) і Ромео Цирекідзе («Хвиля» Севастополь) — по 14 голів.
| Рік  | Гравець        | Голи | Команда          |
| ---- | -------------- | ---- | ---------------- |
| 1990 | Ігор Яворський | 26   | «Нива» Тернопіль |
| 1991 | Ігор Яворський | 22   | «Нива» Тернопіль |

## Клуб Євгена Дерев'яги
1979 року нападник миколаївського «Суднобудівника» Євген Дерев'яга першим забив в чемпіонаті УРСР 100 голів. У тому сезоні цю межу подолав і Валентин Дзіоба. У наступних турнірах понад сто голів забили ще 17 футболістів.
Ініціатором створення клубу був гірничий майстер і історик українського футболу Василь Гнатюк.
| №   | Гравець              | Г   | І   | Сер. |
| --- | -------------------- | --- | --- | ---- |
| 1.  | Володимир Шишков     | 188 | 485 | 0,39 |
| 2.  | Ігор Яворський       | 178 | 374 | 0,47 |
| 3.  | Сергій Шевченко      | 171 | 424 | 0,40 |
| 4.  | Василь Мартиненко    | 149 | 424 | 0,35 |
| 5.  | Віктор Насташевський | 143 | 319 | 0,45 |
| 6.  | Степан Павлов        | 139 | 361 | 0,38 |
| 7.  | Паша Касанов         | 138 | 542 | 0,25 |
| 8.  | Віктор Олійник       | 137 | 313 | 0,44 |
| 9.  | Сергій Шмундяк       | 132 | 417 | 0,32 |
| 10. | Олександр Новиков    | 130 | 336 | 0,39 |
| 11. | Віталій Дмитренко    | 126 | 448 | 0,28 |
| 12. | Юрій Смагін          | 120 | 436 | 0,27 |
| 13. | Валентин Дзіоба      | 116 | 402 | 0,29 |
| 14. | Геннадій Горшков     | 115 | 451 | 0,25 |
| 15. | Володимир Чирков     | 109 | 301 | 0,36 |
| 16. | Едуард Валенко       | 106 | 243 | 0,44 |
| 17. | Володимир Науменко   | 104 | 203 | 0,51 |
| 18. | Євген Дерев'яга      | 102 | 326 | 0,31 |
| 19. | Іван Шарій           | 102 | 241 | 0,42 |